# 이용승 (축구 선수)
이용승(1984년 9월 28일 ~ )은 대한민국의 전직 축구 선수이며 현역 시절 포지션은 공격수였다.

## 선수 경력

### 클럽
2007년 경남 FC 입단 후 2008년까지 29경기 1골의 성적을 남겼고 2009년 부산교통공사로 이적 후 2011년부터 2012년까지 아산 무궁화 FC에서의 군 복무를 제외하고 3시즌동안 47경기 30골의 맹활약을 펼치면서 내셔널리그 2009 전기리그 준우승, 2009년 전국체육대회 우승, 내셔널축구선수권대회 2010 우승의 중추적인 역할을 수행했으며 내셔널리그 2009 득점왕, 2번의 내셔널리그 베스트 11(2009년, 2011년)에도 선정되는 영예를 안았다.
그리고 2013년 전남 드래곤즈로 이적했지만 단 3경기 출장에 그쳤고 이후 다시 부산교통공사로 복귀하여 2017년까지 95경기 15골을 기록하며 전국체육대회 2연속 우승(2013년, 2014년) 등에 일조한 뒤 10년간의 프로 선수 생활을 마감했다.

### 국가대표팀
2009년 동아시아 경기 대회에 내셔널리그 선발팀(대한민국 B팀)의 일원으로 참가하여 팀의 동메달 획득에 일조했다.